# Lathys cambridgei
Lathys cambridgei là một loài nhện trong họ Dictynidae.
Loài này thuộc chi Lathys. Lathys cambridgei được Eugène Simon miêu tả năm 1874.